# Muzeum PRL-u
Muzeum PRL-u – muzeum istniejące w latach 2013–2019, mieszczące się w budynku dawnego kina „Światowid” na Osiedlu Centrum E w Nowej Hucie, współprowadzona przez gminę miejską Kraków oraz Ministerstwo Kultury i Dziedzictwa Narodowego.
Muzeum zostało powołane przez Radę Miasta Krakowa w listopadzie 2012 roku, w miejsce działającego w tym miejscu od 2008 roku nowohuckiego oddziału Muzeum Historii Polski w Warszawie. W październiku 2013 roku prezydent Krakowa Jacek Majchrowski podpisał z Ministrem Kultury i Dziedzictwa Narodowego Bogdanem Zdrojewskim umowę o współprowadzeniu instytucji. Z dniem 1 marca 2019 roku Muzeum PRL-u zostało połączone z Muzeum Historycznym Miasta Krakowa. Obecnie w kinie „Światowid” działa Muzeum Nowej Huty, będący oddziałem Muzeum Historycznym Miasta Krakowa.

## Historia
Od wielu lat o utworzenie muzeum Polskiej Rzeczypospolitej Ludowej zabiegali Andrzej Wajda i Krystyna Zachwatowicz. Wraz z Teresą Bogucką oraz Anną i Jackiem Fedorowiczami założyli Fundację SocLand, której celem było otwarcie takiej placówki. Rozważano wówczas dwie lokalizacje – warszawską i nowohucką, muzeum jednak nie powstało. Nadzieje na stworzenie muzeum w Nowej Hucie powróciły, gdy w 2006 roku gmina Kraków odkupiła od spółki Apollo Film budynek po dawnym kinie „Światowid”.
W kwietniu 2008 w „Światowidzie” rozpoczęło działalność Muzeum PRL-u, będące oddziałem Muzeum Historii Polski w Warszawie, a finansowane przez Ministerstwo Kultury i Dziedzictwa Narodowego. Muzeum podjęło działalność wystawienniczo-edukacyjną, a równolegle starano się wypracować scenariusz instytucji. Okazało się jednak, że niemożliwe jest wypracowanie wizji przyszłej wystawy stałej i oddział Muzeum Historii Polski zakończył pracę w pierwszym kwartale 2013 roku.
W wyniku porozumienia Ministra Kultury i gminy Kraków powołano natomiast samodzielne miejskie Muzeum PRL-u, współprowadzone przez ministerstwo. Uchwałę w sprawie jego powołania Rada Miasta Krakowa podjęła 7 listopada 2012 roku. 12 września 2013 roku zaakceptowała projekt 5-letniej umowy pomiędzy gminą Kraków a Ministerstwem Kultury w sprawie współprowadzenia Muzeum PRL-u. W roku 2014 i kolejnych trzech latach gmina Kraków przekaże na działalność muzeum nie mniej niż 200 tysięcy zł rocznie, a ministerstwo nie mniej niż 1 milion zł rocznie. Minister zobowiązał się także do przekazania dotacji na sfinansowanie scenariusza i projektu ekspozycji stałej, a także projektu architektoniczno-budowlanego i prac budowlanych związanych z adaptacją budynku kina Światowid.
Jednak 12 kwietnia 2017 Ministerstwo Kultury i Dziedzictwa Narodowego poinformowało o zaniechaniu dalszego finansowania inwestycji, której celem było wykonanie wystawy stałej. Ostatecznie 1 marca 2019 roku Muzeum PRL-u zostało połączone z Muzeum Historycznym Miasta Krakowa, w wyniku czego dotychczasowi pracownicy stali się pracownikami Muzeum Historycznego Miasta Krakowa, a mienie – jego własnością.

## Cele
Muzeum miało być miejscem spotkania różnych narracji o PRL-u – politycznej, społecznej, obyczajowej, kulturalnej, a także rozmów i debat na temat epoki, która w polskim społeczeństwie budzi wiele kontrowersji. Miało pokazywać to, co było w PRL-u niezaprzeczalnie złe i zbrodnicze, ale także podkreślać pozytywne postawy i osiągnięcia ludzi w nim żyjącym. Miało być interaktywne i zbudowane w dużej części na świadectwach osób w tej epoce żyjących, ale także w oparciu o interdyscyplinarne studia nad tą epoką.

## Konkurs
Konkurs na projekt architektoniczno-budowlany Muzeum PRL-u oraz projekt aranżacyjny wystawy stałej wraz z opracowaniem scenariusza został ogłoszony 15 kwietnia 2016 roku. Konkurs wygrał projekt firmy MAE Multimedia Art & Education ze względu na „zastosowanie innowacyjnych rozwiązań związanych z lokalizacją głównej sali ekspozycyjnej i wzbogacenie budynku nowymi formami przestrzennymi oraz koncepcję rozbudowy obiektu od strony południowej, bez ingerencji w jego elewację”. Prace nad modernizacją muzeum (remont generalny budynku dawnego kina „Światowid”) miały potrwać do 2019 roku, gdy miała zostać otwarta wystawa stała.

## Wystawy
W 2014 roku Muzeum PRL-u przygotowało dwie ekspozycje: plenerową „Wybory 4 czerwca 1989 r. Krakowska drużyna Wałęsy” (we współpracy z Muzeum Historycznym Miasta Krakowa oraz Europejskim Centrum Solidarności) oraz fotograficzną „Kadrowanie PRL-u. Henryk Hermanowicz i Jerzy Szot”
W 2015 roku w Muzeum PRL-u zaprosiło na ekspozycje: „PRL mieszka w nas? Kultura czasu wolnego” (we współpracy z Muzeum Górnośląskim, Muzeum Śląskim, Muzeum Etnograficznym w Krakowie, Muzeum Historycznym Miasta Krakowa, Muzeum Okręgowym w Tarnowie) oraz „Atomowa groza. Schrony w Nowej Hucie” w dawnym schronie pod kinem (we współpracy z Małopolskim Stowarzyszeniem Miłośników Historii Rawelin).
Główna wystawa Muzeum PRL-u w 2016 r. nosiła tytuł „Władzy raz zdobytej nie oddamy nigdy” (IX 2016 r. – III 2017 r.) i była opowieścią o różnych modelach komunizmu oraz jego upadku w Polsce, Niemczech, Rumunii i Jugosławii. Została zrealizowana we współpracy z Europejskim Centrum Solidarności, Muzeum Historii Jugosławii, Narodowym Muzeum Historii Rumunii, Narodowym Archiwum Cyfrowym oraz DDR Museum (Berlin) i była czynna do 2 kwietnia 2017 r. W 2016 r. Muzeum PRL-u zapraszało również na wystawę „Kadrowanie PRL-u. Robert Kosieradzki”, prezentację eksperymentu wystawienniczo-edukacyjnego „Czas wolny wczoraj i dziś”, wpisanego w przestrzeń wystawy „PRL mieszka w nas? Kultura czasu wolnego” oraz gościnną ekspozycję „Poznański Czerwiec 1956 Zbuntowane Miasto” Wielkopolskiego Muzeum Niepodległości w Poznaniu. Przygotowało też prezentacje plenerowe projektu trasy po nowohuckich schronach i konkursu na własną rozbudowę (można je było oglądać przed Muzeum, a potem także w siedzibie Wojewódzkiej Biblioteki Publicznej).
W 2015 roku Muzeum PRL-u rozpoczęło współpracę ze Stowarzyszeniem Sieć Solidarności, zrzeszającym byłych działaczy opozycji demokratycznej. Dzięki temu goście muzeum mogli oglądać gościnną wystawę „Solidarni w drodze do wolności”. W styczniu 2016 roku otwarto kolejną ekspozycję: „Filatelistyka podziemna 1980-1985”, a w październiku wystawę „Bibuła 1976 – 1980”.
Rok 2017 w Muzeum PRL-u to następujące ekspozycje: „60 lat harcerstwa w Nowej Hucie” (wernisaż 24 lutego, czynna do 4 czerwca), „Schyłek Peerelu. Lata 80. w zdjęciach z agencji FORUM” warszawskiego Domu Spotkań z Historią (wernisaż 19 kwietnia, czynna do 4 czerwca), „Paczka z Ameryki” (wernisaż 21 czerwca, czynna do końca lutego 2018 r.), „Węgry 1956 r. Twarze i przedmioty” (wernisaż 4 lipca, czynna do 23 sierpnia), „W kontrze. Solidarność Małopolska w stanie wojennym”.

## Schrony w Nowej Hucie
Zwiedzającym udostępniana była wystawa „Atomowa groza. Schrony w Nowej Hucie”. To część szerszego projektu, realizowanego przez Muzeum PRL-u na zlecenie gminy Kraków. Efektem prowadzonych prac projektowych (w ubiegłym roku opracowano koncepcję trasy, w tym powstają scenariusz i projekt wystawy oraz projekty budowlane) miało być uruchomienie trasy turystycznej po nowohuckich schronach. Równolegle prowadzone były działania edukacyjno-promocyjne, odbywają się spotkania, slajdowiska i wycieczki o tematyce schronowej, ukazało się wydawnictwo „Atomowa groza. Schrony w Nowej Hucie” i uruchomiono stronę www.schronywnowejhucie.pl.

## Działania edukacyjne
Muzeum PRL-u realizowało lekcje muzealne (część z nich w ramach ministerialnego programu Kultura Dostępna) – dla szkół podstawowych, gimnazjalnych i średnich, prowadziło również zajęcia warsztatowe i projekcje filmowe dla dzieci. Specjalne, żywe lekcje historii prowadzili w Muzeum PRL-u członkowie Stowarzyszenia Sieć Solidarności.
Muzeum regularnie uczestniczyło w wydarzeniach takich jak: „Noc Muzeów”, „Dzień otwartych drzwi krakowskich muzeów” „Zajrzyj do Huty”, „Razem dla Huty”, „Dni Nowej Huty”, „Lato w mieście”, organizowało zajęcia feryjne i wakacyjne oraz pikniki rodzinne z okazji Dnia Dziecka.
Elementem programu edukacyjnego były cykle wykładów – w 2015 roku poświęcone architekturze, dekadom oraz postaciom PRL-u, w 2016 roku poświęcone PRL-owskiemu dizajnowi i „Mitom PRL-u”, a w 2017 r. architekturze demoludów. Organizowane były również cykle debat towarzyszących kolejnym ekspozycjom, spotkania ze znanymi postaciami epoki PRL-u w ramach „Rozmów (nie)kontrolowanych” oraz promocje książek. Do seniorów adresowane były spotkania z cyklu „Podwieczorek w Muzeum”. Odbywajły się też „Debaty Solidarności”, poświęcone konfrontacji idei przyświecających opozycji demokratycznej w PRL ze współczesnością.

## Wydawnictwa
Sztandarowym wydawnictwem Muzeum PRL-u był rocznik „Światowid”. Osobne wydawnictwa towarzyszyły też ekspozycjom „PRL mieszka w nas? Kultura czasu wolnego”, „Władzy raz zdobytej nie oddamy nigdy? Komunizm(y) w Europie Środkowo-Wschodniej”, cyklowi wystaw „Kadrowanie PRL-u”, „Atomowej grozie” i „Paczce z Ameryki”.